# Море Смита
Мо́ре Сми́та (лат. Mare Smythii) — лунное море, расположенное вблизи экватора на восточном краю лунного диска. Названо в честь британского астронома XIX столетия Уильяма Генри Смита. Бассейн моря сформировался в донектарский период, в то время как окружающие его образования — в нектарский период. Вещество моря, базальты позднеимбрийского периода, богатые алюминием, покрыты базальтами эратосфенского периода.

## Описание
В северной части моря расположен кратер Непер, в южной — кратер Кестнер. К северо-западу от моря расположен кратер Шуберт.
В Море Смита есть несколько невысоких хребтов, некоторые из которых получили имена: гряды Дана на севере моря и гряда Клооса на востоке.